# Subordinació
La subordinació és, en sintaxi, relació d'inclusió que s'estableix entre dos components, de manera que un depèn de l'altre. Pot produir-se entre un predicat i els seus arguments (per exemple el complement directe en "Maria veu la pel·lícula" està subordinat al verb) o bé entre oracions, l'ús més habitual. En aquest segon cas, la gramàtica tradicional distingeix entre tres tipus de relacions entre oracions: la juxtaposició, la coordinació i la subordinació.
La subordinació es pot marcar amb diferents procediments, o bé per la flexió dels elements afectats (com el cas gramatical, que a més d'indicar la funció sintàctica expressa la relació entre els elements de la frase) o bé amb l'addició de nexes o connectors, com a l'exemple "Vull que vinguis", on la conjunció "que" uneix i subordina una oració subordinada a la principal. De vegades la subordinació no té cap marca externa, sinó que és la relació semàntica i sintàctica entre els mots la que revela les seves dependències.
En sociologia, s'entén per subordinació al fet d’estar sotmès a l’autoritat o dominació d’una pessona, grup social o institució superior. En el sistema patriarcal, es refereix a la consideració de les dones com a éssers inferiors i com a objectes segons la definició de l’universal masculí, que és el subjecte.